# Complexo Desportivo de Vila Real de Santo António
 (avril 2025).
Le Complexo Desportivo de Vila Real de Santo António est un stade de Vila Real de Santo António au Portugal. 
Le stade a été inauguré en 1989 et a une capacité de 7 500 places et pour club résident le Lusitano VRSA.